# Teodor Moraru
Teodor Moraru (n. 24 martie 1938, Îndărăpnici, Regatul României (azi Republica Moldova) – d. 14 septembrie 2011, București, România) a fost un pictor român contemporan, considerat de critici ca fiind unul dintre cei mai importanți pictori români ai ultimei jumătăți a secolului XX..

## Viața și cariera
Teodor Moraru s-a născut în Îndărăptnici (azi redenumit Nucăreni), din Regatul României (azi Republica Moldova) . Tatăl său, Ion Moraru a fost notar, iar mama sa, Elisabeta născută Goncearenko, a fost învățătoare. În 1944, când Moraru avea șase ani, familia   se refugieză în Transilvania, stabilindu-se în comuna Fundata, județul Brașov. La scurt timp, în 1949, familia se mută în Poian Mărului unde Moraru urmează studiile școlii primare. Aici îl cunoaște pe Horia Bernea, cu care leagă o prietenie îndelungată. În această perioadă părinții divorțează. În urma divorțului, mama lui se mută în Luciu în județul Buzău, iar tatăl lui acceptă un post de notar în satul Moieciu de Jos din județul Brașov, înscriindu-l pe tânărul Moraru la o școală profesională din Brașov. Din motive financiare Moraru este nevoit să-și urmeze studiile liceale la seral. După terminarea stagiului militar, în 1960 se înscrie la cursurile Școlii Tehnice de Arhitectură (STACO) unde este din nou coleg cu Horia Bernea. Absolvă STACO în 1963, primele picturi datând din această perioadă .

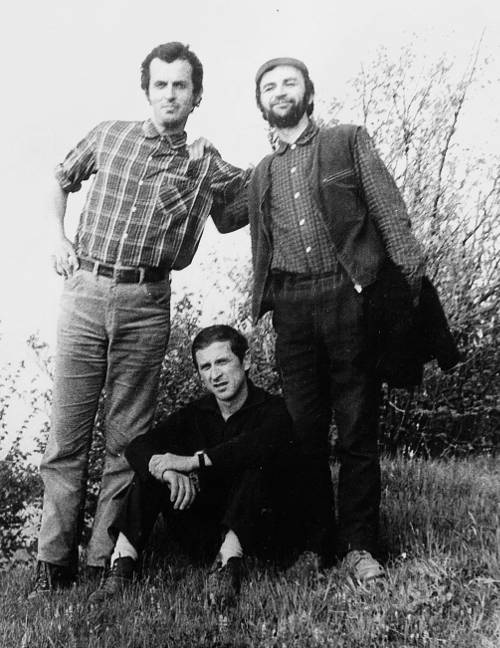
De la stânga la dreapta, Horia Bernea, Teodor Rusu și Teodor Moraru la Poiana Mărului în 1970.

În 1968 absolvă Institutul Pedagogic și își susține licența la Academia de Artă din București. În același an Moraru se alătură grupului de la Poiană Mărului. 
Fondat de către Horia Bernea, din grup au mai făcut parte Letiția Bucur, Șerban Epure, Mircea Milcovici, Teodor Rusu și Ion Dumitriu .
În 1971 Moraru susține prima sa expoziție personală la galeria “Simeza” din București,  urmată de altele expoziții personale în 1974, 1977 și 1980. În 1983 câștigă o rezidență artistică la Cité internationale des Arts în Paris. De-a lungul anilor, lurcrăile sale au fost expuse în importante galerii și muzee din Paris, Copenhagen, Vienna, Praga, Berlin, Lisbona, Darmstadt, Tokyo, Hanoi etc .

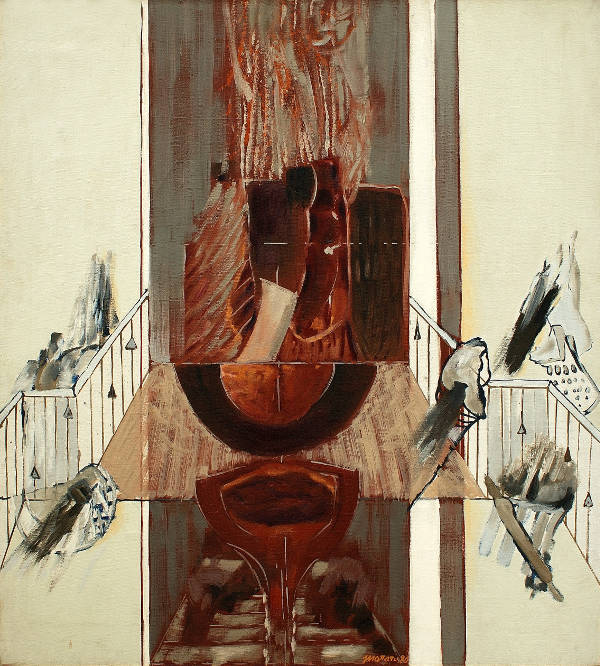
Teodor Moraru, Prag, 1980

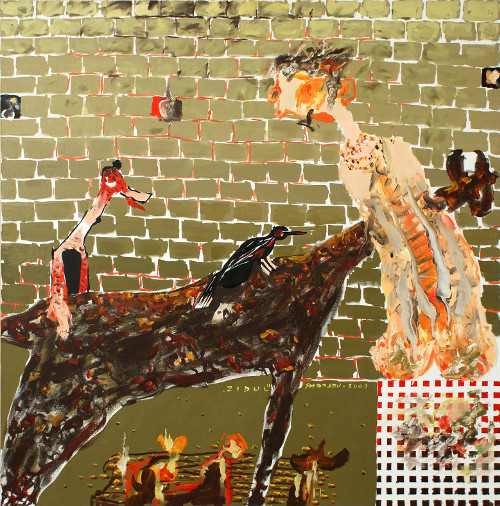
Teodor Moraru, Zidul, 2009

În 1991 își începe activitatea pedagogică la facultatea “Luceafărul” din București, unde a predat până în 2005. În 2003 câțiva din foștii săi studenți formează grupul “Colonia 21” .
Pe parcursul carierei Moraru a fost distins cu numeroase premii, printre care Marele Premiu UAP în 2003 și Ordinul Meritul Cultural în Grad de Mare Ofițer în 2004.
În 2011, Moraru a fost internat la spitalul Municipal din București, în urma unui atac cerebral minor. Câteva săptămâni mai târziu, pe 14 septembrie, s-a stins din viață în urma unor complicații survenite pe parcursul tratamentului.

## Bursa Teodor Moraru
În memoria pictorului Teodor Moraru, în anul 2014 a fost inițiată bursa pentru pictură Teodor Moraru. Aceasta urmărește susținerea tinerilor artiști aflați la începutul carierei..
„Bursa Teodor Moraru este o inițiativă binevenită în sprijinul și pentru încurajarea artiștilor tineri, aflați la început de drum. A lucra, în calitate de câștigător al bursei, sub semnul  cultural al unui univers de creație atât de profund și valoros precum cel reprezentat de opera lui Teodor Moraru, este, sunt convins, accentuat stimulativ. (...) (Adrian Guță)”.

## Premii și distincții (selecție)
- 1980 – Premiul pentru pictură - Revista “Arta”
- 1991 – Premiul Special – Uniunea Artiștilor Plastici din România
- 1993 – Premiul “Ion Andeescu” - Academia Româna
- 1995 – Premiul Expoziției Municipale - Uniunea Artiștilor Plastici din România
- 2001 – Premiul I pentru pictură la Expoziția Municipală ”Milenium2001”
- 2001 – Premiul de Excelență la Bienala de Artă “Lascar Vorel”, Piatra Neamț
- 2002 – Premiul pentru pictură – Muzeul de Artă Bacău
- 2003 – Premiul Juriului – Uniunea Artiștilor Plastici din România
- 2004 – Premiul Ministerului Culturii din Republica Moldova
- 2004 – Decorat cu Meritul Cultural în Grad de Mare Ofițer
- 2004 – Marele premiu al Uniunii Artiștilor Plastici din România
- 2005 – Premiul Colegiului de Arte Plastice “Alexandru Plamădeală”